# 弗格勒

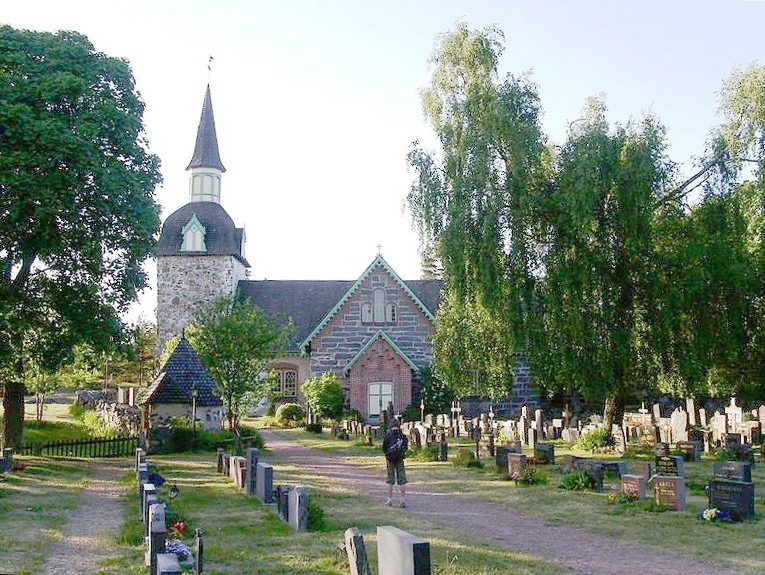

弗格勒（瑞典語：Föglö）是芬蘭的城鎮，由奧蘭群島負責管轄，距離瑪麗港約25公里，面積1,869平方公里，最高點海拔高度30米，2013年人口495，人口密度為每平方公里3.67人。

## 外部連結
- The official website of Föglö （页面存档备份，存于）